# Lavandula pinnata
Lavandula pinnata là một loài thực vật có hoa trong họ Hoa môi. Loài này được Lundmark mô tả khoa học đầu tiên năm 1780.

## Hình ảnh

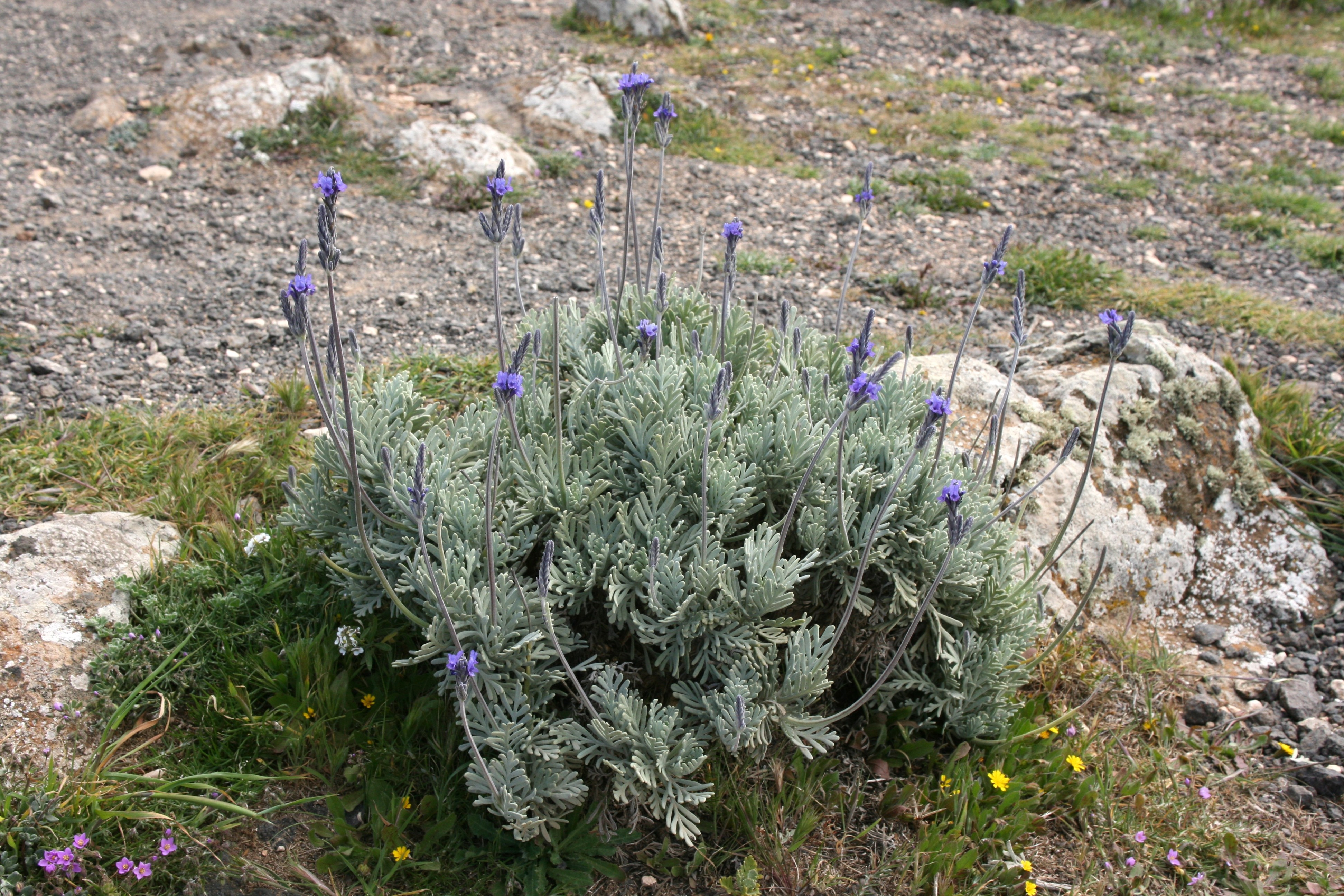
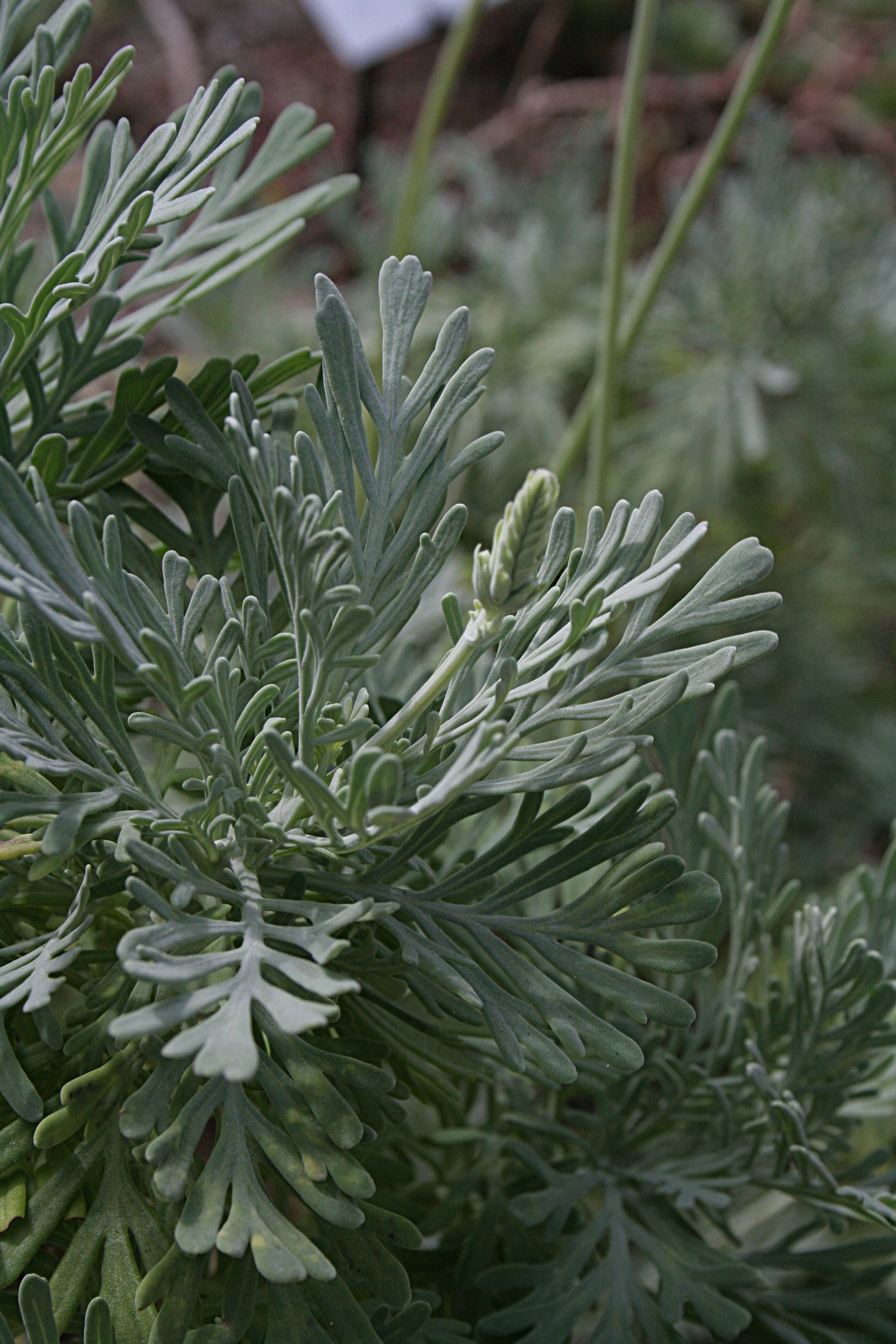
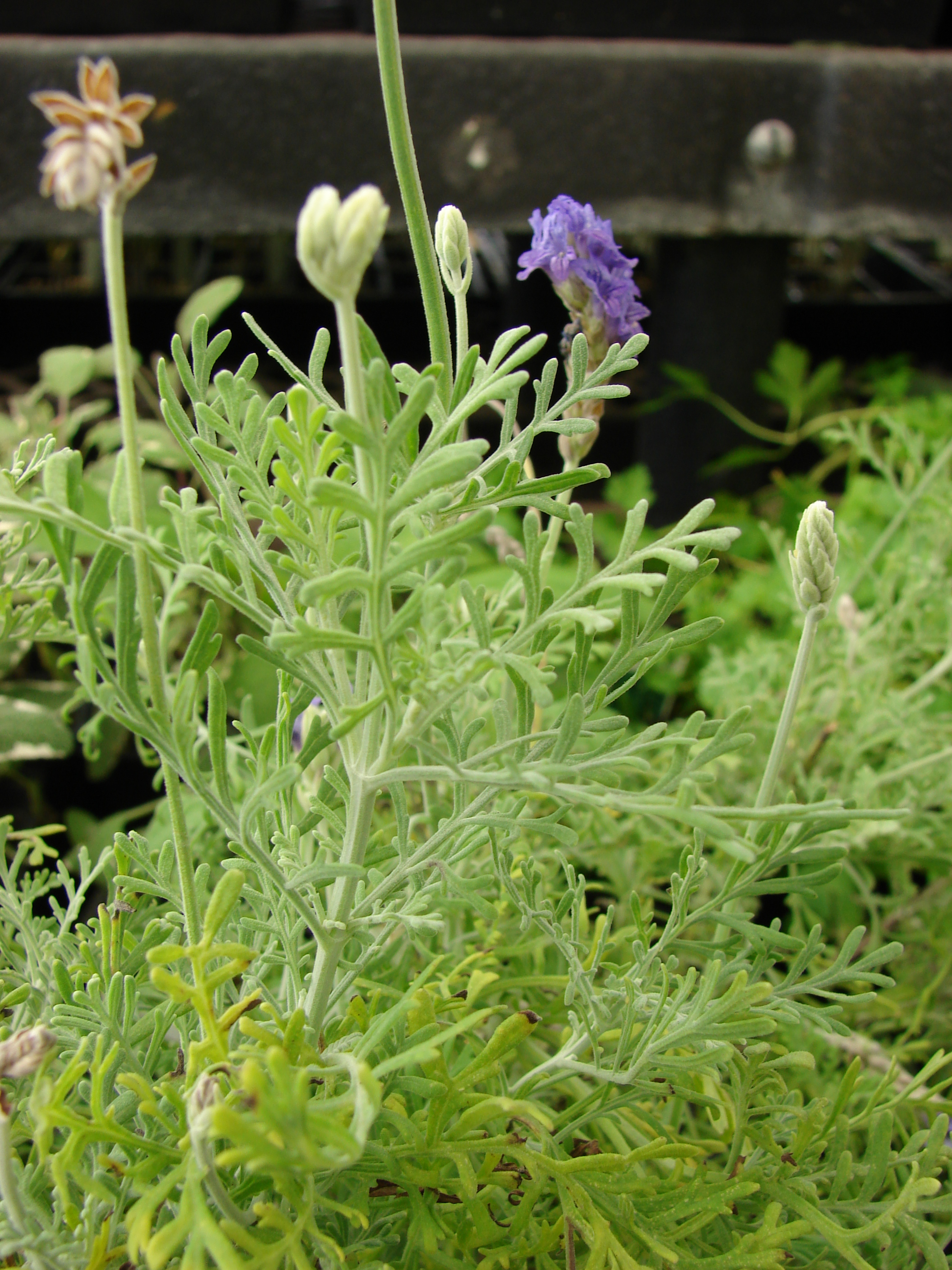
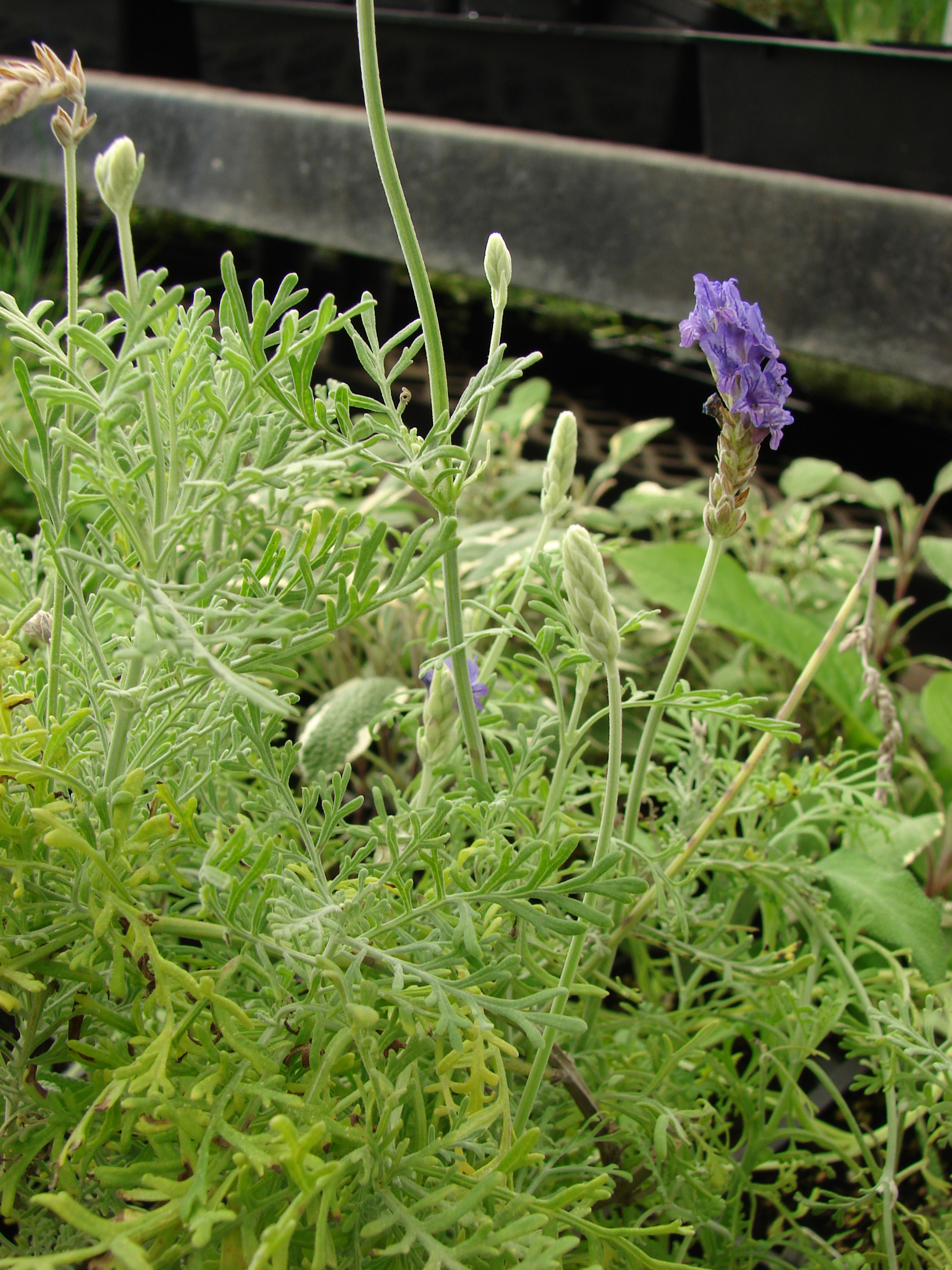